# Episodi di The Bold Type (prima stagione)
La prima stagione della serie televisiva The Bold Type, composta da 10 episodi, è stata trasmessa dalla rete televisiva statunitense Freeform dal 20 giugno al 5 settembre 2017.
Dopo la distribuzione in anteprima del primo episodio avvenuta il 20 giugno 2017, la messa in onda è proseguita tre settimane dopo, l'11 luglio 2017, con la replica di quest'ultimo e la messa in onda del secondo episodio.
In Italia, la stagione è andata in onda dall'11 febbraio 2018 al 15 aprile 2018 su Premium Stories, canale a pagamento della piattaforma Mediaset Premium.
| n° | Titolo originale                  | Titolo italiano                                | Prima TV USA     | Prima TV Italia  |
| -- | --------------------------------- | ---------------------------------------------- | ---------------- | ---------------- |
| 1  | Pilot                             | 60 anni di Scarlet                             | 20 giugno 2017   | 11 febbraio 2018 |
| 2  | O Hell No                         | O diavolo, no!                                 | 11 luglio 2017   | 18 febbraio 2018 |
| 3  | The Woman Behind the Clothes      | La donna dietro i vestiti                      | 18 luglio 2017   | 25 febbraio 2018 |
| 4  | If You Can't Do It With Feeling   | Se non puoi farlo con sentimento               | 25 luglio 2017   | 4 marzo 2018     |
| 5  | No Feminism in the Champagne Room | Niente femminismo nella Stanza dello Champagne | 1º agosto 2017   | 11 marzo 2018    |
| 6  | The Breast Issue                  | Il problema del seno                           | 8 agosto 2017    | 18 marzo 2018    |
| 7  | Three Girls in a Tub              | Tre ragazze in una vasca                       | 15 agosto 2017   | 25 marzo 2018    |
| 8  | The End of the Beginning          | La fine dell'inizio                            | 22 agosto 2017   | 1º aprile 2018   |
| 9  | Before Tequila Sunrise            | Prima di una Tequila Sunrise                   | 29 agosto 2017   | 8 aprile 2018    |
| 10 | Carry the Weight                  | Portare il peso                                | 5 settembre 2017 | 15 aprile 2018   |

## 60 anni di Scarlet
- Titolo originale: Pilot
- Diretto da: Gary Fleder
- Scritto da: Sarah Watson

### Trama
Le migliori amiche Jane, Kat e Sutton si sono conosciute lavorando come assistenti alla rivista Scarlet sotto guida del caporedattore, Jacqueline. Quattro anni dopo, Jane è appena stata promossa come scrittrice per la rivista, con il compito di stalkerare il suo ex-ragazzo senza usare i social media. Kat, promossa due anni prima come direttrice dei social media, insegue Adena, un'orgogliosa artista lesbica musulmana, per raccontare la sua storia nel numero di agosto. Nel frattempo, Sutton cerca di non rimanere indietro, mentre le sue amiche raggiungono i loro obiettivi riguardanti la carriera, e Jane e Kat scoprono che Sutton ha una relazione segreta con l'avvocato di Scarlet, Richard.

## O diavolo, no!
- Titolo originale: O Hell No
- Diretto da: Victor Nelli Jr.
- Scritto da: Sarah Watson

### Trama
A un bivio, Sutton si avvicina a Lauren per fare un passo successivo nella sua carriera, Lauren la mette in contatto con Richard per un'intervista informativa che in seguito porta ad un'offerta di lavoro nelle vendite pubblicitarie. Jacqueline assegnata a Jane un articolo sul sesso, ma Jane non ha mai avuto un orgasmo. Priva di ispirazione, Jane fa visita a una sessuologa, e dopo un incidente con un uovo di yoni, scrive un articolo completamente onesto. Quando Adena ritorna a New York, Kat si ritrova a farsi domande sulla sua identità sessuale, mentre i suoi sentimenti per Adena continuano a crescere, e le cose si complicano ancora di più quando Kat scopre che Adena ha una ragazza.

## La donna dietro i vestiti
- Titolo originale: The Woman Behind the Clothes
- Diretto da: Tara Nicole Weyr
- Scritto da: Justin W. Lo[3]

### Trama
Dopo aver pubblicato un articolo sulla disuguaglianza di genere online, Kat si ritrova vittima di trolling su Internet. Sutton e Jane sono preoccupare per la sicurezza di Kat, ma la fiducia in sé stessa di Kat non sembra farla preoccupare, finché uno dei troll scopre una sua foto in topless. Sutton cerca di avere il lavoro di assistente nel reparto moda, ma deve destreggiarsi tra la preparazione per la sfilata, pur rimanendo l'assistente di Lauren. Intanto, Jane disdice il suo appuntamento con Ryan per scrivere un articolo su una deputata, ma quando l'intervista viene annullata, Jane arriva ad una prospettiva diversa per ottenere la storia.

## Se non puoi farlo con sentimento
- Titolo originale: If You Can't Do It with Feeling
- Diretto da: Anna Mastro
- Scritto da: Wendy Straker Hauser[4]

### Trama
Adena chiede a Kat di scriverle una lettera di raccomandazione in modo che possa prolungare il visto di lavoro. Mentre stanno passeggiando, un uomo usa parole razziste contro Adena, e quando Kat reagisce, viene arrestata per aggressione. Dopo che Jacqueline paga la cauzione di Kat, lei ed Adena si rivedono e si baciano. Jane è invitata a parlare ad un panel che richiama voci sulla politica da parte di ragazzi sotto i 30 anni, ma il panel non va come Jane aveva sperato.